# Sudamericano de Rugby B 2008
El Sudamericano de Rugby B del 2008 contó con la participación de 5 equipos afiliados al Confederación Sudamericana de Rugby y se disputó en junio en la ciudad de Luque en Paraguay. El ganador del torneo pasa a la ronda de repechaje de las eliminatorias de la Copa Mundial de Rugby de 2011.

## Equipos participantes
- Selección de rugby de Brasil (Los Vitória-régia)
- Selección de rugby de Colombia (Los Tucanes)
- Selección de rugby de Paraguay (Los Yacarés)
- Selección de rugby de Perú (Los Tumis)
- Selección de rugby de Venezuela (Las Orquídeas)

## Posiciones
| Pos. | Equipo    | Encuentros | Encuentros | Encuentros | Encuentros | Tantos  | Tantos    | Tantos     | Puntos Bonus | Puntos Totales |
| Pos. | Equipo    | jugados    | ganados    | empatados  | perdidos   | a favor | en contra | diferencia | Puntos Bonus | Puntos Totales |
| ---- | --------- | ---------- | ---------- | ---------- | ---------- | ------- | --------- | ---------- | ------------ | -------------- |
| 1    | Brasil    | 4          | 4          | 0          | 0          | 164     | 20        | + 144      | 3            | 19             |
| 2    | Paraguay  | 4          | 3          | 0          | 1          | 181     | 25        | + 156      | 3            | 15             |
| 3    | Venezuela | 4          | 2          | 0          | 2          | 84      | 118       | - 34       | 2            | 10             |
| 4    | Colombia  | 4          | 1          | 0          | 3          | 53      | 146       | - 93       | 0            | 4              |
| 5    | Perú      | 4          | 0          | 0          | 4          | 23      | 196       | - 173      | 1            | 1              |

Nota: Se otorgan 4 puntos al equipo que gane un partido y 2 al que empate
Puntos Bonus: 1 punto por convertir 4 tries o más en un partido y 1 al equipo que pierda por no más de 7 tantos de diferencia

## Resultados

### Primera fecha
| 19 de junio 19:00 | Paraguay | 44 - 3  | Venezuela | Complejo Rakiura, Luque, Paraguay |                              |
|                   |          | Reporte |           | Árbitro(s): Henrique Platais      | Árbitro(s): Henrique Platais |

| 19 de junio 17:00 | Brasil | 34 - 6  | Colombia | Complejo Rakiura, Luque, Paraguay |                           |
|                   |        | Reporte |          | Árbitro(s): Matías Fresia         | Árbitro(s): Matías Fresia |

### Segunda fecha
| 21 de junio 15:00 | Colombia | 15 - 32 | Venezuela | Complejo Rakiura, Luque, Paraguay |                           |
|                   |          | Reporte |           | Árbitro(s): Edgar Stumpfs         | Árbitro(s): Edgar Stumpfs |

| 21 de junio 17:00 | Paraguay | 71 - 0  | Perú | Complejo Rakiura, Luque, Paraguay |                           |
|                   |          | Reporte |      | Árbitro(s): Matías Fresia         | Árbitro(s): Matías Fresia |

### Tercera fecha
| 23 de junio 17:00 | Colombia | 25 - 20 | Perú | Complejo Rakiura, Luque, Paraguay |                              |
|                   |          | Reporte |      | Árbitro(s): Henrique Platais      | Árbitro(s): Henrique Platais |

| 23 de junio 19:00 | Brasil | 56 - 8  | Venezuela | Complejo Rakiura, Luque, Paraguay |                         |
|                   |        | Reporte |           | Árbitro(s): Martín Lugo           | Árbitro(s): Martín Lugo |

### Cuarta fecha
| 26 de junio 17:00 | Brasil | 59 - 0  | Perú | Complejo Rakiura, Luque, Paraguay |                           |
|                   |        | Reporte |      | Árbitro(s): Edgar Stumpfs         | Árbitro(s): Edgar Stumpfs |

| 26 de junio 19:00 | Paraguay | 60 - 7  | Colombia | Complejo Rakiura, Luque, Paraguay |                             |
|                   |          | Reporte |          | Árbitro(s): Marcelo Piñeyro       | Árbitro(s): Marcelo Piñeyro |

### Quinta fecha
| 29 de junio 15:00 | Venezuela | 41 - 3  | Perú | Complejo Rakiura, Luque, Paraguay |                             |
|                   |           | Reporte |      | Árbitro(s): Marcelo Piñeyro       | Árbitro(s): Marcelo Piñeyro |

| 29 de junio 17:00 | Paraguay | 6 - 15  | Brasil | Complejo Rakiura, Luque, Paraguay |                           |
|                   |          | Reporte |        | Árbitro(s): Matías Fresia         | Árbitro(s): Matías Fresia |

| Bandera de Brasil |
| Campeón Brasil    |
| Sexto título      |